# 古斯塔沃·韦特
古斯塔沃·韦特（西班牙語：Gustavo Huet，1912年11月22日—1951年11月20日），墨西哥男子射击运动员。他曾代表墨西哥参加1932年、1936年和1948年夏季奥林匹克运动会射击比赛，其中1932年奥运会获得一枚银牌。